# Damir Mulaomerović
Damir Mulaomerović (ur. 19 września 1974 w Tuzli) – bośniacki koszykarz, posiadający także obywatelstwo chorwackie, występujący na pozycji rozgrywającego lub rzucającego obrońcy. Po zakończeniu kariery zawodniczej trener koszykarski. Obecnie trener zespołu Sloboda Tuzla.
28 listopada 2019 został po raz drugi w karierze trenerem bośniackiej drużyny Sloboda Tuzla, której jest wychowankiem.

## Osiągnięcia
Na podstawie, o ile nie zaznaczono inaczej.
Drużynowe
- Mistrz:
  - Euroligi (2002)
  - Chorwacji (1995–1998, 2010–2011)
  - Bośni i Hercegowiny (1994)
- Wicemistrz Turcji (2000, 2001)
- Zdobywca:
  - pucharu:
    - Chorwacji (1995, 1996, 2010, 2011)
    - Turcji (2001)
    - Bośni i Hercegowiny (1994)

  - superpucharu Włoch (1998)
- Finalista pucharu Chorwacji (1997, 2008, 2012)
- Uczestnik rozgrywek:
  - Final Four Euroligi (1999, 2002)
  - EuroChallenge (2009–2011)

Indywidualne
- MVP pucharu Chorwacji (2010)
- Uczestnik meczu gwiazd:
  - Euro All-Star Game (1997)
  - ligi greckiej (2004–2006)
- Lider:
  - w asystach:
    - Eurocupu (2005)
    - ligi:
      - greckiej (2004, 2006)
      - tureckiej (2000)[6]

Reprezentacja
- Uczestnik:
  - igrzysk olimpijskich (1996 – 7. miejsce)
  - mistrzostw Europy (1997 – 11. miejsce, 1999 – 11. miejsce, 2001 – 7. miejsce, 2003 – 11. miejsce)
  - kwalifikacji do mistrzostw Europy U–22 (1996)
- Zaliczony do I składu Eurobasketu (2001)
- Lider Eurobasketu w asystach (6,4 – 1997)

Trenerskie
- Mistrzostwo Kosowa (2019)
- Wicemistrzostwo Chorwacji (2016, 2017)
- Puchar Kosowa (2019)